# Giuseppe Aducco
Giuseppe Aducco (* 1834 in Cesena; † 1893 ebenda) war ein italienischer Violinist, Klarinettist, Komponist, Musikpädagoge und Kapellmeister.

## Leben
Giuseppe Aducco war zweiundzwanzig Jahre Musiker und Kapellmeister im Reggimento dei Lancieri di Alessandria und im Reggimento dei Cavalleggeri di Lodi. Er wurde Erster Geiger und Dirigent im Städtischen Orchester von Cesena. 1869 wurde er als Nachfolger Angelo Turcis Kapellmeister der Banda von Cesena. 1872 wurde er Konzertmeister und Dirigent des Orchesters am Teatro Communale von Cesena. Von 1876 vis 1879 war er Dirigent des Teatro Musicale in Cesena. 1878 wurde er Lehrer für Klarinette und Holzbläser der kommunalen Musikschule von Cesena.

## Werke (Auswahl)
- Sinfonia per banda, 1882
- Per la morte del grande compatriota Giovanni Lanza. Marcia funebre [Trauermarsch] Anlässlich des Todes Giovanni Lanzas 1882 komponiert. Das Werk wurde von Edoardo Devasini in Casale Monferrato publiziert.
- Omaggio a Garibaldi, Sinfonia für Banda. Anlässlich eines Festes zu Ehren von Giuseppe Garibaldi am 12. August 1883.
- La Sofeorte, Sinfonia per banda